# Рајксмузеум Амстердам
Рајксмузеум у Амстердаму (хол. Rijksmuseum, национални музеј) је државни музеј Холандије. Када се говори о Рајксмузеуму, обично се мисли на онај у Амстердаму, иако он није једини. Овај музеј поседује уметничко-историјску збирку, у којој је најзначајнији део сликарство Златног доба Холандије (17. век).
Рајксмузеум је основан 1800. у Хагу као колекција уметнина холандског статхоудера. По наређењу Луја Наполеона, брата Наполеона Бонапарте, музеј се 1808. преселио у палату на реци Дам у Амстердаму. Колекцији су додате слике које су било власништво града Амстердама. Од 1885. музеј се налази на садашњој локацији, тргу Музеумплејн, поред Музеја Ван Гога и Музеја Стедлајк. Зграду је пројектовао архитекта Пјер Којперс, користећи богату орнаментику и референце везане за историју Холандије.
Музеј је од децембра 2003. до априла 2013. био затворен због реновирања, али су ремек-дела била изложена у крилу доступном јавности. Музеј годишње посети 2,3 (2019) милиона посетилаца.

## Специјалне изложбе

### Рембрандт
Године 2019, поводом 350. годишњице уметникове смрти, музеј је поставио изложбу свих Рембрантових дела у својој колекцији. Састоји се од 22 слике, 60 цртежа и преко 300 графика, ово је био први пут да су сва заједно изложена. Главне карактеристике су били брачни портрети Мартена Солманса и Опјен Копит, заједно са презентацијом Ноћне страже непосредно пре планиране рестаурације. Изложба је трајала од фебруара до јуна.

### Ропство у Холандском царству
Након претходних привремених изложби са уметничко историјским темама, Рајксмузеум је 2021. године представио изложбу о историји ропства у Холандском колонијалном царству, са више од милион људи примораних у ропство. Овом изложбом је било покривено трансатлантско ропство од 17. до 19. века у Суринаму, Бразилу и на Карибима, као и холандско колонијално ропство у Јужној Африци и Азији, где су Холандска западноиндијска компанија (WIC) и Холандска источноиндијска компанија (VOC) бавили су се ропством. Поред предмета, као што су дрвени блок за закључавање робова, слике, архивска документа, усмени извори, песме и музика, изложба је представила и везе ропског система код куће у Холандији. У сталној колекцији, етикете су додате на 77 слика и предмета који су сматрани симболима богатства и моћи земље како би указали на раније скривене везе са ропством.
Изложба је била физички представљена у музеју од маја до августа 2021. године, а постоји и онлајн верзија. Допуњена је аудио турама и видео записима који се односе на личне и стварне приче, као и пратећом књигом под називом Ропство.

### Вермир
Од 10. фебруара до јуна 2023. Рајксмузеум је почео да излаже највећу колекцију Вермера икада, са 28 од 37 познатих дела. Кустос Питер Рулофс је то назвао догађајем који се дешава „једном у животу”. Све резервације термина брзо су распродате.

## Број посетилаца
| 1975 | 1.412.000 | 2000 | 1.146.438 | 2010 | 896.393           | 2020 | 675.325 |
|      |           | 2001 | 1.015.561 | 2011 | 1.010.402         | 2021 | 623.923 |
| 1992 | 1.216.103 | 2002 | 1.100.488 | 2012 | 894.058           |      |         |
| 1993 | 936.400   | 2003 | 833.450   | 2013 | 2.246.122         |      |         |
| 1994 | 1.002.000 | 2004 | 812.102   | 2014 | 2.474.352         |      |         |
| 1995 | 942.000   | 2005 | 842.586   | 2015 | 2.345.666         |      |         |
| 1996 | 1.275.000 | 2006 | 1.142.182 | 2016 | 2.200.000 (проц.) |      |         |
| 1997 | 1.084.652 | 2007 | 969.561   | 2017 |                   |      |         |
| 1998 | 1.229.445 | 2008 | 975.977   | 2018 |                   |      |         |
| 1999 | 1.310.497 | 2009 | 876.453   | 2019 |                   |      |         |

Рекорд посетилаца из 20. века од 1.412.000 постигнут је 1975. године.
Током 1990-их и раних 2000-их, Рајксмузеум је годишње посећивало 0,9 до 1,3 милиона људи. Главна зграда музеја је 7. децембра 2003. затворена због реновирања до 13. априла 2013. У претходној деценији, број посетилаца се незнатно смањио на 0,8 до 1,1 милион људи. Из музеја кажу да је након реновирања капацитет музеја 1,5 до 2,0 милиона посетилаца годишње. У року од осам месеци од поновног отварања 2013. године, музеј је посетило 2 милиона људи.
Музеј је имао 2,2 милиона посетилаца 2013. године и достигао је рекорд свих времена од 2,47 милиона посетилаца 2014. године. Музеј је био најпосећенији музеј у Холандији и 19. најпосећенији музеј уметности у свету 2013. и 2014. године.
Пандемија COVID-19 приморала је да музеј буде затворен од 15. децембра 2020. до 4. јуна 2021.

## Галерија најпознатијих експоната
- Рембрант: Ноћна стража
- Рембрант: Јеврејска млада
- Вермер ван Делфт: Млекарица
- Франс Халс: Весели гост у крчми